# Euplexaura cervicornis
Euplexaura cervicornis is een zachte koraalsoort uit de familie Plexauridae. De koraalsoort komt uit het geslacht Euplexaura. Euplexaura cervicornis werd in 1935 voor het eerst wetenschappelijk beschreven door Stiasny. 